# Gerhard Knolmayer

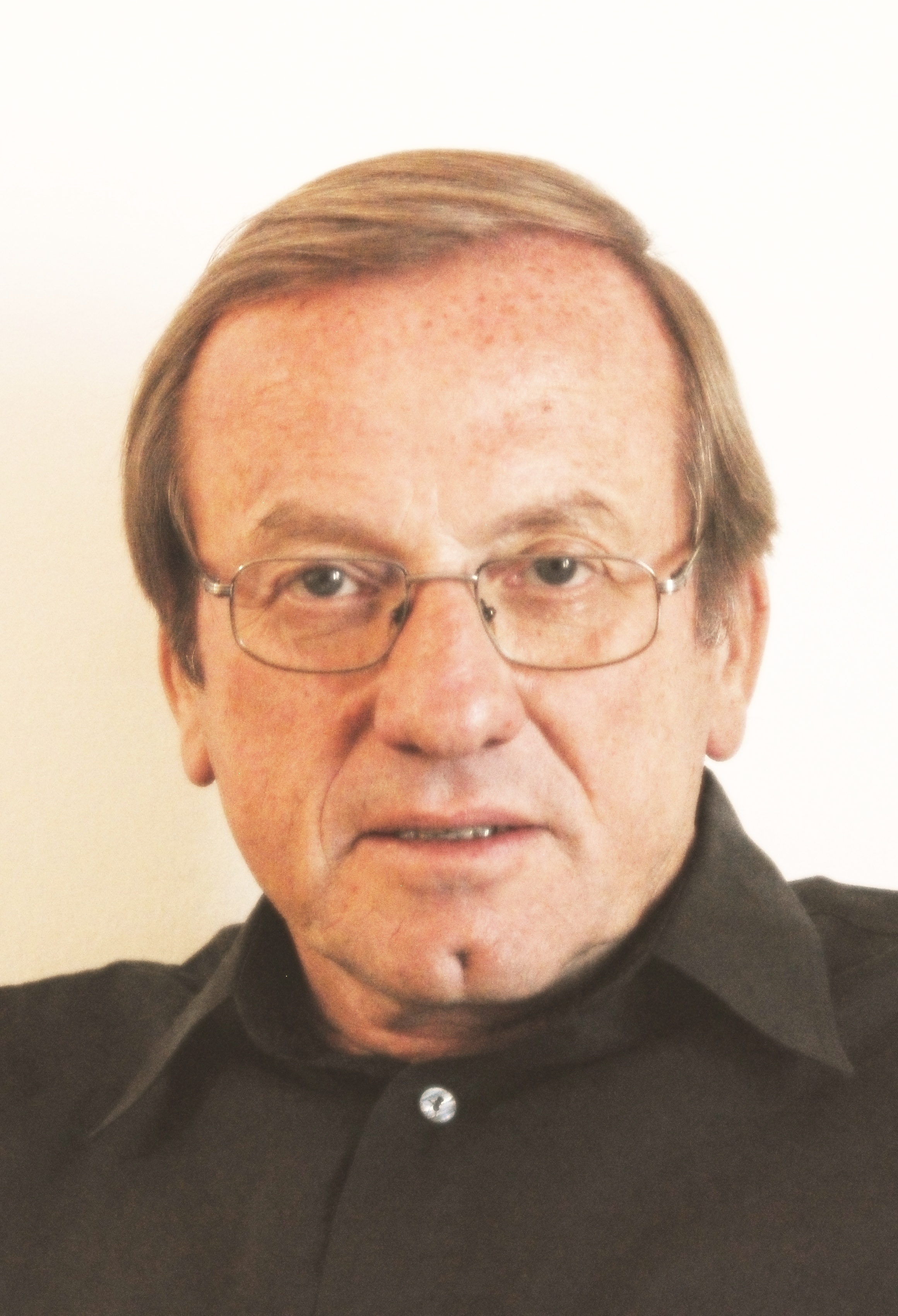
Gerhard Knolmayer, 2011

Gerhard F. Knolmayer  (* 17. Juni 1948 in Wien) ist ein österreichischer Wirtschaftswissenschaftler. Er wirkte bis 2013 als Professor für Betriebswirtschaftslehre, insbesondere Wirtschaftsinformatik, an der Universität Bern.

## Biografie
Knolmayer maturierte 1966 am Bundesrealgymnasium 21 in Wien. Er studierte Betriebswirtschaftslehre an der Hochschule für Welthandel und schloss 1970 als Magister ab. Noch im selben Jahr wurde er Hochschulassistent und Lehrbeauftragter an der Hochschule für Welthandel. 1972 wurde er promoviert, seine Doktorväter waren Erich Loitlsberger und Stephan Koren. Anschließend war er Universitätsassistent und Lehrbeauftragter an der Universität Wien, wo er 1979 mit der Schrift „Programmierungsmodelle für die Produktionsprogrammplanung: Ein Beitrag zur Methodologie der Modellkonstruktion“ für die Fächer Betriebswirtschaftslehre und Betriebsinformatik habilitiert wurde.
1979 wurde Knolmayer mit einer Lehrstuhlvertretung für das Fach Produktionswirtschaft an der Universität Kiel betraut; 1980 wurde er als ordentlicher Professor an dieselbe Universität berufen. Gemeinsam mit Reinhart Schmidt gründete Knolmayer 1985 dort eine Forschungsstelle für betriebliche Datenverarbeitung und Kommunikationssysteme. 1988 wurde Knolmayer an das Institut für Wirtschaftsinformatik der Universität Bern berufen. Während seiner Tätigkeit in Bern nahm er Forschungsaufenthalte an der Wirtschaftsuniversität Bratislava, am International Computer Science Institute (ICSI) der University of California at Berkeley und am Centre for Information Technology Innovation (CITI) der Queensland University of Technology wahr.
Gerhard Knolmayer war Mitherausgeber der Zeitschriften Wirtschaftsinformatik, OR Spectrum, Information Systems & e-Business Management sowie Enterprise Modelling and Information Systems Architectures. Von 1995 bis 1997 war Knolmayer Sprecher des Fachbereichs Wirtschaftsinformatik im Präsidium der Gesellschaft für Informatik (GI). Von 1995 bis 2000 leitete Knolmayer den GI-Arbeitskreis „Zeitorientierte betriebliche Informationssysteme“ (ZobIS). In einer Festschrift für Gerhard Knolmayer gehen zahlreiche renommierte Autoren der Frage „Quo vadis Wirtschaftsinformatik?“ nach.
Nach seiner Emeritierung wandte sich Gerhard Knolmayer stärker als zuvor der Bildenden Kunst zu. In mehreren Arbeiten greift er logistische Konzepte und deren ökologische Auswirkungen unter besonderer Berücksichtigung des Klimawandels auf. Beispiele dafür sind die mit „There’s no Business like e-Business“ betitelte Collage oder das Bild „Freiheit für die Nordostpassage!“.

## Ehrungen
- 2005 wurde Knolmayer zum Fellow der Gesellschaft für Informatik (GI) ernannt.[2]
- 2011 verlieh ihm die Wirtschafts- und Verhaltenswissenschaftliche Fakultät der Albert-Ludwigs-Universität Freiburg ein Ehrendoktorat für «sein Lebenswerk und insbesondere für seine Arbeiten zur entscheidungstheoretischen Fundierung in der Gestaltung von Informations- und Logistiksystemen».[3]

## Schriften
- Die Bedeutung von Prozeßkombinationen für Zulässigkeit und Optimalität produktionswirtschaftlicher Handlungsalternativen. Dissertation. Hochschule für Welthandel, 1971.
- Programmierungsmodelle für die Produktionsprogrammplanung: Ein Beitrag zur Methodologie der Modellkonstruktion. (= Interdisciplinary Systems Research. Band 63). Habilitationsschrift, Universität Wien, 1978. Birkhäuser, Basel / Boston / Stuttgart 1980, ISBN 3-7643-1054-5.
- Einige Bilder erzählen Geschichten. Dusty Art Studio & Gallery, Wien 2020.
- mit Peter Mertens: Organisation der Informationsverarbeitung: Grundlagen – Aufbau – Arbeitsteilung. 3. Auflage. Gabler, Wiesbaden 1998, ISBN 3-409-33106-9.
- mit Peter Mertens, Alexander Zeier und Jörg Thomas Dickersbach: Supply Chain Management Based on SAP Systems: Architecture and Processes. Springer, Berlin 2009, ISBN 978-3-540-68737-5.
- R. Jung, T. Myrach (Hrsg.): „Quo vadis Wirtschaftsinformatik?“, Festschrift für Prof. Gerhard F. Knolmayer zum 60. Geburtstag. Gabler, Wiesbaden 2008, ISBN 978-3-8349-1145-2.